# Pietro Carnesecchi

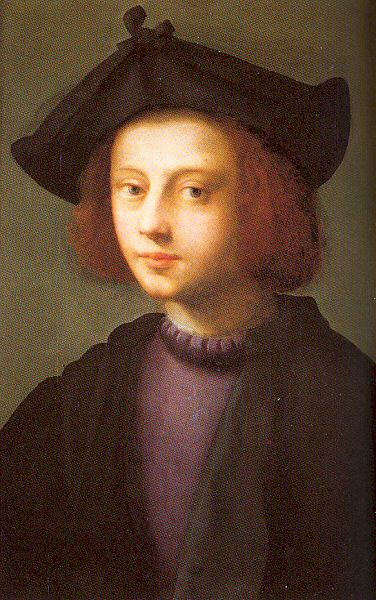
Pietro Carnesecchi

Pietro Carnesecchi (ur. 24 grudnia 1508 we Florencji, zm. 1 października 1567 w Rzymie) – włoski humanista i reformator religijny.

## Życiorys
Był sekretarzem papieża Klemensa VII. W 1540 roku dołączył do grona wpływowych zaufanych reformatorów hiszpańskiego pisarza Juana de Valdés. W 1546 roku uciekł do Paryża, a w 1558 roku został aresztowany za herezję przez inkwizycję. Po śmierci papieża Pawła IV został zwolniony z więzienia i w 1559 roku powrócił do Rzymu. W 1566 roku wyruszył do Florencji, gdzie został wydany przez księcia Kosmę I Medyceusza. Po procesie został ścięty, a jego ciało spalone.